# Ghouti Loukili
Ghouti Loukili (arab. ‏الغوطي الوكيلي‎; ur. 1 lipca 1973 w Tilimsan) – algierski piłkarz, występujący na pozycji pomocnika.

## Życiorys
Jest wychowankiem WA Tlemcen. Jako senior występował w nim przez dziewięć lat i w tym czasie wraz ze swoją drużyną wygrał Arabską Ligę Mistrzów oraz zdobył Puchar Algierii. Później przez trzy sezony grał w NA Hussein Dey. W 2003 roku na jeden sezon wrócił do WA Tlemcen, w którym wystąpił w 24 meczach. Następnie został piłkarzem USM Annaba. Grał także w US Biskra, MO Béjaïa, ASM Oran, MSP Batna, natomiast od 2010 roku ponownie reprezentuje barwy ASM Oran.
W reprezentacji Algierii rozegrał dwa mecze. Zadebiutował w 1997 roku, natomiast drugi występ zaliczył rok później.